# Yashima-ji

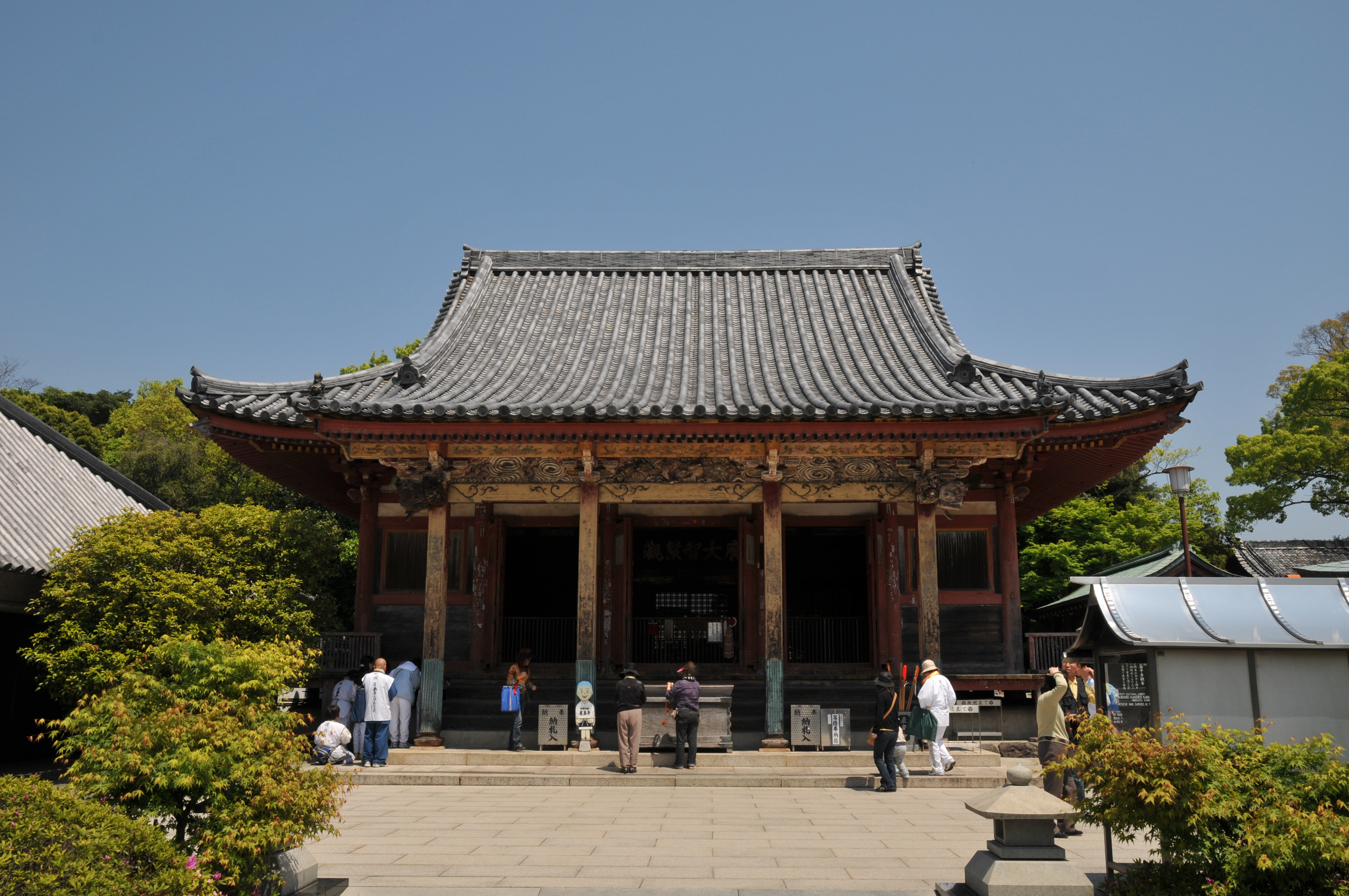
Yashima-ji Hondō (Nacido en 1618), importante propiedad cultural

Yashima-ji (屋島寺?) es un templo Shingon en Yashima, una meseta de lava al noreste de Takamatsu, prefectura de Kagawa, Japón. Templo de rama de Ninna-ji en Kioto, es el octogésimo cuarto templo en la peregrinación del templo Shikoku 88. Se dice que fue fundado como templo escolar de Ritsu por Ganjin en 754, y que fue convertido por Kōbō Daishi. La bahía 5x5 irimoya-zukuri tiled Hondō (1618) ha sido designada bien cultural importante. Una estatua sentada de madera de época heian de Senjū Kannon y la campana del templo (1223) también son importantes propiedades culturales. Hay un museo de tesoros de templos y objetos relacionados con la Batalla de Yashima.